# Maeda Shigemichi
Maeda Shigemichi est un nom japonais traditionnel ; le nom de famille (ou le nom d'école), Maeda, précède donc le prénom (ou le nom d'artiste).
Maeda Shigemichi (前田 重教, 30 novembre 1741-7 juillet 1786) est un daimyo du milieu de l'époque d'Edo, à la tête du domaine de Kaga.
Shigemichi est le 7e fils de Maeda Yoshinori, 5e daimyo de Kaga. Après la mort de son demi-frère Shigenobu, Shigemichi est choisi comme héritier, et est préparé à être envoyé à Edo pour obtenir la permission du shogunat de devenir le prochain seigneur de Kaga. Une éruption de rougeole retarde son départ ; cependant, il est finalement en mesure d'aller à Edo où il rencontre le shogun Tokugawa Ieshige et reçoit formellement le titre de daimyo. Peu après son investiture, il continue les purges politiques liées au soulèvement de Kaga. Il popularise également le théâtre nō. Shigemichi transmet la direction du domaine à son demi-frère Harunaga en 1771 et meurt en 1786 à l'âge de 44 ans.

## Famille
- Père : Maeda Yoshinori (1690-1745)
- Frères :
  - Maeda Munetoki (1725-1747)
  - Maeda Shigehiro (1729-1753)
  - Maeda Shigenobu (1735-1753)
  - Maeda Harunaga (1745-1810)
- Fils : Maeda Narinaga (1782-1824)

## Source de la traduction
- (en) Cet article est partiellement ou en totalité issu de l’article de Wikipédia en anglais intitulé « Maeda Shigemichi » (voir la liste des auteurs).